# 시코르스키 S-70
시코르스키 S-70은 미국의 시코르스키 항공에서 개발한 쌍발 엔진의 중형 다목적 헬리콥터이다. 1972년 미국 육군의 Utility Tactical Transport Aircraft System (UTTAS)에 후보기종으로 응모하여, 1976년 UH-60 블랙호크로 선정되었다. 보잉의 Vertol YUH-61이 경쟁에서 탈락했다. UH-60A는 1979년 미국 육군에 처음 실전배치되어 벨사의 UH-1 이로쿼이를 대체하였다. 캘리포니아에서는 소방헬기로 사용 중이다.

## 같이 보기
- 시코르스키 항공

유사 항공기
- 아구스타웨스트랜드 AW-139
- 아구스타웨스트랜드 AW-149
- 수리온
- 시콜스키 S-64E

관련 목록
- 헬리콥터 목록